# モスクワ国際バレエコンクール

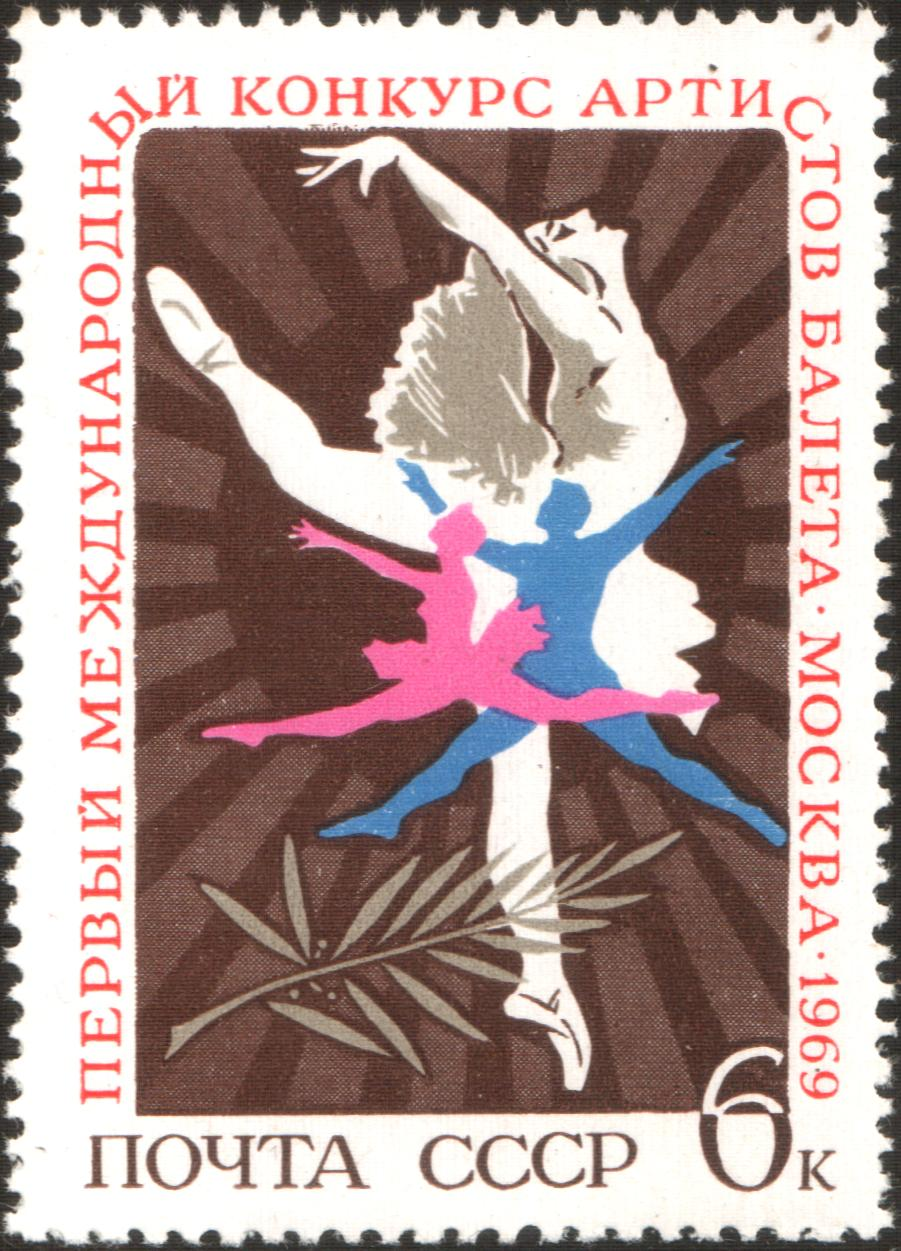
第一回大会を記念したソ連の6コペイカ切手。1969年発行

モスクワ国際バレエコンクール （露: Международный конкурс артистов балета и хореографов в Москве） は、1969年からモスクワで4年に1度開催されているバレエコンクール。
主催はロシア文化省。2017年現在の規定ではジュニア部門 （14歳-18歳）、シニア部門 （19歳-27歳）、振付部門 （18歳-39歳）の3種類がある。
部門を問わずプロとして活動中のダンサーも参加でき、ヴァルナ国際、ジャクソン国際と共に世界の主要バレエコンクールの一つに数えられている。2017年はボリショイ劇場で6月10日から20日まで行われ、審査員長は振付家のユーリー・グリゴローヴィチが務めた。

## 概要
ソ連時代の1969年、当時ボリショイ・バレエ団のバレエマスターだったグリゴローヴィッチの提唱によって創設された。当初からバレエ大国としてのロシアの国家的な行事として執り行われている。歴代の受賞者はソ連出身者が最も多い。
1981年には試験的にジュニア部門が設けられた。この年齢別の審査は2001年から現在まで継続して行われている。また2001年には振付部門も新設された。
2017年の審査員は17名で構成され、国籍別ではロシアから6名、ウクライナ・ベラルーシ・エストニア（以上旧ソ連構成国）・日本・フランス・イタリア・オーストリア・デンマーク・スウェーデン・米国・中国から各1名となっていた。2017年の出場者はシニア部門89名、ジュニア部門56名、振付部門29名だった。

### ジュニア部門・シニア部門
前述のように年齢別で部門が分かれており、映像による事前審査の後、3ラウンドの勝ち抜きで争われる。ヴァルナ国際と同様、出場はソロでもパ・ド・ドゥによるデュエットでも可能で、最終的な評価は個人としてなされる。両部門とも第1ラウンドでは主催者が指定した課題曲の中から1点を踊り、また第2ラウンドではこのコンクール専用に振付けられた作品（次項を参照のこと）または2005年以降に制作された作品の断片を踊ることが定められている。シニア部門では第3ラウンドをオーケストラの生演奏で踊らなくてはならない。

### 振付部門
このコンクールのために特別に創作した振付作品2点（ソロ作品、および3人までのアンサンブル作品）で審査される。このうち少なくとも1点についてはジュニア部門またはシニア部門で出場するダンサーに振付けられたものでなくてはならない。作品の制限時間はあるが、使用する音楽と振付の内容は自由。

### 賞
各部門で1位から3位までに金・銀・銅のメダルと賞金が授与される。ただし順位によって該当者なしとされたり、複数名が同順位となる場合がある。またシニア部門の中から1名にグランプリが授与される年がある。
ダンサーを対象としたジュニア・シニアの両部門についてはエントリー別・性別に受賞の対象となる。すなわちシニア部門の場合、1位金メダルはソロ女性1名、ソロ男性1名、デュエット女性1名、デュエット男性1名の4名が対象となりうる。受賞者は翌日ボリショイ劇場で観客を前にしたガラ公演に出演する栄誉を与えられる。
近年日本からは毎回10名前後が参加している。過去には1969年に深川秀夫が銀賞を受賞、1981年には当時15歳だった下村由理恵がジュニア部門ソロで銀賞を受賞した。その後は岩田守弘（1993年シニア部門ソロ）と倉永美沙（2001年ジュニア部門ソロ）が金賞を受賞。2013年には畑戸利江子（ジュニア部門デュエット）が銅賞を受賞した。2017年は大川航矢と寺田翠がシニア部門デュエットで金賞と銅賞を受賞したほか、日本国籍の千野円句がジュニア部門ソロで金賞を受賞した。

## 主な受賞者
※以下では金賞以上の受賞者のみを記し、銀賞と銅賞については省くものとする。" - " は該当者なしを意味する。

### シニア部門
| 年   | グランプリ        | 金賞                                                                                  |
| ---- | ----------------- | ------------------------------------------------------------------------------------- |
| 1969 | -                 | N・ソロキナ、Yu・ヴラジーミロフ、P・バール、F・ズンボー、M・サビロワ、M・バリシニコフ |
| 1973 | N・パヴロワ       | A・ゴドゥノフ、V・ゴルデーエフ、A・B・ゴンサレス                                      |
| 1977 | -                 | A・ミハリチェンコ、N・セミゾロワ、M・クラピヴィン、D・ラドエヴィチ                    |
| 1981 | I・ムハメドフ     | A・A=ハニアシヴィリ、M・ペルクン=ベベジチ、J・ピキエリス                              |
| 1985 | -                 | J・ボッカ、N・アナニアシヴィリ、M・レオニキナ、A・ヴェトロフ、V・ピサレフ             |
| 1989 | -                 | C・マクデルモット、G・ステパネンコ、V・マラーホフ                                     |
| 1993 | -                 | Ye・クニャシコーワ、B・ド・ブテイエ、岩田守弘                                         |
| 1997 | A・バタロフ       | M・アレクサンドロワ、張剣、H・コルネホ、N・ツィスカリーゼ                             |
| 2001 | -                 | O・クチェルク、王啓敏、T・ソアレス、L・サラファーノフ                                 |
| 2005 | D・マトヴィエンコ | A・マトヴィエンコ、Ye・オブラスツォーワ、V・イシチューク、Ya・サレンコ                |
| 2009 | -                 | M・セメニャチェンコ、V・シクリャローフ、A・ピサレフ、管文婷、D・ザグレビン            |
| 2013 | -                 | D・ザレエフ、O・ボンダレワ、T・アスケロフ                                             |
| 2017 | -                 | 大川航矢、E・ゴドゥノワ、A・バフチヤル                                                |

### ジュニア部門
| 年   | 文化大臣賞                                | 金賞                                                                     |
| ---- | ----------------------------------------- | ------------------------------------------------------------------------ |
| 1981 | N・アナニアシヴィリ                       | A・マッケロー、N・アルヒポワ、A・リエパ                                  |
| ↓    | ※1985～1997年はジュニア部門自体の設定なし | ※1985～1997年はジュニア部門自体の設定なし                                |
| 2001 | -                                         | 倉永美沙、P・セミオノワ                                                  |
| 2005 | -                                         | C・アリザーデ、K・シェフチェンコ、I・ワシリエフ                          |
| 2009 | -                                         | A・ヴォロンツォーワ、A・ソボレワ                                         |
| 2013 | -                                         | M・フォガーティ、K・ルイシコーワ、T・アンドリヤシェンコ、E・イブライモワ |
| 2017 | -                                         | Ye・ココレワ、朴ソンミ、D・ザハロフ、E・ベイヤー、千野円句               |

### 振付部門
| 年   | 金賞                        |
| ---- | --------------------------- |
| 2001 | R・ポクリタル               |
| 2005 | -                           |
| 2009 | Yu・スメカロフ              |
| 2013 | -                           |
| 2017 | 文小超、E・スニガ・ヒメネス |